# Das Leben ist schwer (2007)
Das Leben ist schwer (La drumul mare) ist ein rumänischer Kurzspielfilm aus dem Jahre 2007 zum Thema Vertrauen.

## Handlung
Eine junge Frau ist mit ihrem Auto unterwegs zur Arbeit. Unbeholfen lenkt sie den Wagen mit Handschaltung und hält den dichten Verkehr auf. Da reißt ein Taschenräuber die Tür auf, bedroht sie mit einem Klappmesser und versucht, ihr die Handtasche zu entreißen. Als ein Polizeiauto auftaucht, springt der Räuber zu der Frau ins Auto und droht, sie zu erstechen, falls sie ihn verrät. Als ein Polizist sie befragt, schweigt sie und fährt dann mit dem Räuber weiter. Der Mann fängt an, ihre Fahrweise zu kritisieren und gibt ihr Anweisungen, wie man besser Auto fährt. Entnervt steigt sie aus und geht davon. Er bedrängt sie zu bleiben und will ihr die Tasche zurückgeben, die sie jedoch nicht annehmen will. In der nächsten Straße belästigen Straßenjungen die Frau, bis der Mann die Bengel verscheucht. Sie lässt ihn das Auto holen, und er fährt sie zu ihrem Arbeitsplatz. Unterwegs tanken sie, und sie reicht ihm ihr Portemonnaie, damit er an der Kasse bezahlen kann. Während sie für beide noch Schokoriegel kauft, parkt er das Auto von der Zapfsäule zum Kassengebäude um. Am Ende der Fahrt kommen sie in einer Garage an. Sie bittet ihn, die Augen zuzumachen, schließt ihn im Wagen ein, in dem er sich nicht bewegen sollte, da sonst ein Alarm ausgelöst wird. Sie fordert ihn auf, ruhig bis zum Abend zu warten. Nachdem sie sich entfernt hat, gelingt es ihm, die Alarmanlage zu knacken und das Garagentor zu öffnen. Doch er kehrt ins Auto zurück und wartet auf sie.

## Veröffentlichung
In Deutschland wurde der Film am 5. März 2012 auf Arte im Nachtprogramm ausgestrahlt.